# Округ Лилано (Мичиген)
Лилано (енгл. Leelanau County) је округ у америчкој савезној држави Мичиген.

## Демографија
По попису из 2010. године број становника је 21.708, што је 589 (2,8%) становника више него 2000. године.
| Група             | 2000.          | 2010.          |
| Белци             | 19.424 (92,0%) | 19.799 (91,2%) |
| Афроамериканци    | 52 (0,2%)      | 66 (0,3%)      |
| Азијати           | 51 (0,2%)      | 92 (0,4%)      |
| Хиспаноамериканци | 694 (3,3%)     | 794 (3,7%)     |
| Укупно            | 21.119         | 21.708         |